# عصمت جغاتي
عصمت جغاتي (21 اوغسطس 1915-24 أكتوبر 1991) هي أديبة هندية تكتب باللغة الأردية. كانت بداياتها في ثلاثينات القرن العشرين، كتبت عن مواضيع تتضمن الجنسية الأنثوية والإنوثة، أرستقراطية الطبقة المتوسطة، والصراع الطبقي، غالبًا من منظور ماركسي. مع اسلوب يتسم بالواقعية الأدبية، اثبتت جغاتي نفسها كصوت مهم في الأدب الأردي للقرن العشرين، وتم منحها وسام بادما شري من الجمهورية الهندية.

## السيرة الذاتية

### حياتها المبكرة وبداية مسيرتها (1915-41)
ولدت عصمت جغاتي في 21 أوغسطس 1915 في بودان، أتر برديش لنصرت خانام ومرزة قاسم بايغ جغاتي؛ كان تسلسل جغاتي التاسع من عشرة أبناء - ستة اخوان وأربعة اخوات. تنقلت العائلة بصورة مستمرة لان أب جغاتي كان موظف في الخدمة المدنية؛ قضت طفولتها في مدن مثل جودبور، أغرة وعليكره، غالبًا برفقة أخوانها لان اخواتها تزوجن عندما كانت صغيرة للغاية. وصفت جغاتي تأثير أخوانها على انه عامل مهم أثر على شخصيتها في سنوات تكوينها. اعتبرت جغاتي ثاني أكبر اخوانها مرزة عازم بيغ جغاتي، كاتب الروايات، معلمها. استقرت العائلة اخيرًا في أغرة، بعد ان تقاعد والد جغاتي من الخدمة المدنية.
حصلت جغاتي على تعليمها الأساسي من الكلية النسائية في جامعة اليغراث الإسلامية وتخرجت من كلية ايزابيلا ثوبرن بدرجة بكلوريوس في الفنون عام 1940. على الرغم من المقاومة القوية من عائلتها، حصلت على درجة بكلوريوس في التعليم في جامعة عليكره الإسلامية في السنة التي تلتها. كانت هذه هي الفترة التي أصبحت فيها جغاتي منخرطة ضمن جمعية الكُتّاب التقدميون، وانضمت إلى اجتماعها الأول عام 1936 حيث إلتقت برشيد جاهان، إحدى الكاتبات الرئيسيات في هذه الحركة، والتي حصلت على الثناء لاحقًا لإلهامها جغاتي في كتابة «شخصيات أنثوية حقيقية ومتحدية». بدأت جغاتي الكتابة بصورة خاصة في ذلك الوقت، ولكنها لم تبحث عن النشر لعملها حتى وقت لاحق في حياتها.
كتبت جغاتي مسرحية عنوانها Fasādī فسادی (صانع المتاعب) للمجلة الأردية Saqi ساقّی عام 1939، والذي كان أول عمل نُشِر لها. وبعد النشر، أخطئ الناس باعتقادهم ان هذه مسرحية لاخ جغاتي عازم بيغ، كُتِبَت باستخدام اسم مستعار. وبعد هذا، بدأت بالكتابة في صحف ودوريات أخرى. تضمنت بعض أعمالها المبكرة Bachpan بچپن (الطفولة) وهي سيرتها الذاتية كتبتها بنفسها، Kafir كافر، أول قصة قصيرة لها، وDheet ڈھیٹ (العنيد)، مناجاتها الوحيدة لنفسها. وفي رد على قصة كتبتها لمجلة، أُتُهِمَت جغاتي بالكفر وإهانة القرآن. ومع ذلك، استمرت بالكتابة عن الأشياء «التي تود السماع عنها». كان لارتباطها المستمر مع حركة الكُتّاب التقدمية تأثير كبير للغاية على اسلوبها في الكتابة؛ كانت مفتونة للغاية بكتاب Angaray انگارے، وهو مجموعة من القصص القصيرة للكتاب التقدميون. وتأثرت في بداية حياتها كذلك بويليام سدني بورتر، جورج برنارد شو، وأنطون تشيخوف. نُشرت أول مجموعتين قصصيتين لجيغاتي، Kalyān (براعم) وCōtēn (جروح)، عام 1941 و1942. نشرت روايتها الأولى Ziddi عام 1941 وتُرجمت لاحقًا إلى الاسم «بجموح القلب».

### التقدير الملائم والتحول نحو الأفلام (1942-60)
بعد إكمالها لدرجة البكلورويس في التعليم، أصبحت مديرة مدرسة للبنات في عليكره. التقت بشاهد لطيف الذي كان يدرس شهادة الماجستير وأصبحا صديقين مقربين. استمرت جغاتي بالكتابة في العديد من المجلات خلال فترة اقامتها في عليكره؛ وحصلت على شهرة كبيرة بسبب قصتها القصيرة Lihaaf (اللحاف)، والتي نشرت في عدد عام 1942 من مجلة Adab-i-Latif، وهي مجلة ثقافية مقرها لاهور، مستوحاة من الشائعات حول سيدة مسلمة عالية المقام ومدلكتها في عليكره. تشرح القصة الصحوة الجنسية لبيجوم جان بعد زواجها الغير سعيد من نواب. عند نشرها، اجتذبت القصة انتقادات بسبب اقتراحها للمثلية الجنسية الانثوية، وتم لاحقًا استدعاءها للمحكمة للدفاع عن نفسها بعد ان أُتُهمت بالفحش. في السنوات اللاحقة، حصلت قصة لحاف على اهتمام متزايد؛ حيث انها صورت الحياة المعزولة لزوجة متعرضة للإهمال في المجتمع الإقطاعي وأصبح علامة بارزة في تصويرها للجنس، والذي لا يزال يعتبر موضوع محرم في الأدب الهندي. تم نشر قصة لحاف مرات عديدة على مر السنين، وبعد الفحص النقدي المتزايد، أصبحت لحاف أحد أكثر الأعمال المعروفة لجغاتي.
انتقلت جغاتي إلى مومباي عام 1942 وبدأت عملها كمفتشة للمدارس. تزوجت لطيف لاحقًا في تلك السنة في حفل خاص مع وجود خواجة أحمد عباس كشاهد. أصبحت منخرطة أكثر في الكتابة ولاقت النجاح في بعض القصص القصيرة مثل Gainda وKhidmatgaar ومسرحية Intikhab، تم نشر جميع هذه الأعمال في وقتها. أدخل لطيف، الذي كان يعمل كاتب حوار في بوليوود، جغاتي إلى صناعة الأفلام الهندية. صدرت الرواية المشابهة للسيرة الذاتية Terhi Lakeer (الخطوط المقوسة) لجغاتي عام 1943؛ يروي الكتاب حياة النساء المهمشات مع تراجع الحكم البريطاني. ان استكشاف جغاتي «للعوالم الداخلية لحياة النساء» تم تقبله بصورة جيدة من قبل النقاد الذين وصفوا كتاب Terhi Lakeer على انه «تحقيق وثيق الصلة بالموضوع» و«مانح للقوة». تُرجِمَت الرواية إلى اللغة الإنجليزية من قبل طاهرة ناقفي، التي قارنت إسلوب جغاتي في الكتابة بالكاتب والمفكر الفرنسي سيمون دي بوفوار، على أساس الانتماء الوجودي والإنساني لهما.
واجهت جغاتي تهمة الفحش بسبب قصة لحاف، وتم إستدعاءها إلى محكمة لاهور عام 1944. كما أُتُهِمَ زميلها في حركة الكُتّاب التقدميين سادات حسن مانتو بتهم مشابهة لقصته القصيرة Bu (العطر) ورافق جغاتي إلى لاهور. على الرغم من التهم، تمت تبرأتهما. اجتذبت المحاكمة نفسها الكثير من الإعلام والاهتمام العام وجلبت الشهرة إلى الثنائي. على الرغم من ان جغاتي كانت أفضل في نظر الجمهور، حاصِلةً على دعم كبير من أعضاء حركة الكتاب التقدميين، كرهت جغاتي اهتمام الإعلام، والذي حسب رأيها أثقل أعمالها التالية: «جلبت لي قصة لحاف الكثير من الشهرة لدرجة انني سأمت من الحياة. أصبحت العصا التي أُضرَب بها، وكل ما كتبته بعد ذلك قد سُحِقَ تحت وطأة ثقلها.» الا ان الآراء النقدية قالت العكس؛ قال ناقفي ان كتابات جغاتي لم تكن مقيدة بالمواضيع الرئيسية لقصة لحاف: «كان لديها الكثير والكثير لتقدمه».
ظهرت جغاتي ككاتبة سيناريو لأول مرة عام 1948 في فلم الدراما الناجح Ziddi. من بطولة كاميني كوشال، بران، وديف اناند في أول دور رئيسي له. كان فلم Ziddi مبني على قصة قصيرة كتبتها جغاتي، أعادت كتابة السرد على شكل سيناريو لغرض الإنتاج. قامت بكتابة السيناريو والحوار للفلم الرومانسي Azroo، من بطولة كوشال وديليب كومار. وسعت جغاتي عملها بدخولها الإخراج مع فلم Faraib عام 1953، وتكون طاقم الممثلين من عمار، مايا داس، كيشور كومار، لاليتا باور، وزهرا زهجال. حيث انها قامت بكتابة السيناريو والذي ارتكز على إحدى قصصها القصيرة، وكانت جيغاتي هي المخرجة المساعدة للفلم مع لطيف. وعند عرضهما، حصل كل من Ziddi وFaraib على استجابة جيدة من الجمهور وأبلى حسنًا في شباك التذاكر.
تعززت علاقة جغاتي مع الأفلام عندما اشتركت مع لطيف في تأسيس شركة Filmina للإنتاج. كان أول مشروع لها كمنتجة سينمائية هو فلم الدراما Sone Ki Chidiya، والذي كتبته وساعدت على إنتاجه. كان الفلم من بطولة نوتان وطلعت محمود، وروى قصة ممثل طفل، تم إستغلاله والإساءة اليه على مر مسيرته المهنية. حصل الفلم على أصداء جيدة من الجمهور وتُرجِمَ هذا النجاح إلى ارتفاع في شعبية جغاتي، كما اشارت الكاتبة والناقدة شمس كنوال. وصف فلم Sone Ki Chidiya على انه إنتاج مهم يؤرخ فترة مثيرة في السينما الهندية، ويظهر «الأوساخ الموجوة وراء السحر» في صناعة الأفلام. وصفت نوتان الفلم، التي حصلت على نقد جيد بسبب أداءها، انه أحد أكثر أعمالها المفضلة. وفي عام 1958، أنتجت جغاتي فلم الدراما الرومانسي Lala Rukh، من بطولة محمود شياما.
استمرت جغاتي بكتابة القصص القصيرة في ذلك الوقت على الرغم من التزامها بمشاريع الأفلام. نشرت مجموعة من قصصها الصغيرة بعنوان Chui Mui (لا تلمسني) عام 1952. وتمت الإشارة إلى قصة «لا تلمسني» على انها «تشريح وثيق الصلة بمجتمعنا» وطعن بالتقاليد المبجلة للأمومة، وخاصةً في مساواتها للإنوثة. سلط رافاي محمود الضوء في مقالة افتتاحية عام 2014 على أهمية القصة في القرن الواحد والعشرون. أحضر نصر الدين شاه قصة لا تلمسني إلى المسرح، كجزء من مسرحية Ismat Apa Kay Naam التذكارية، مع ابنته هبة شاه التي لعبت الشخصية الرئيسية في الإنتاج.

### التقييم النقدي والإستحسان اللاحق (1961-91)
مع ترجمة العديد من أعمالها إلى الإنجليزية، ازدياد الاهتمام في الثقافة الآردية في القرن العشرين، والتقييم النقدي المتتالي، إزدادت شهرة جغاتي ككاتبة.

## التأثيرات وأسلوب الكتابة
كانت جغاتي مسلمة ليبرالية، وتزوجت كل من أبنتها، ابنة أخيها، وابن اخيها من هندوسيون. طبقًا لكلماتها، نشأت جغاتي من «عائلة مكونة من هندوس، مسلمين ومسيحين، متعايشين جميعهم في سلام». قالت انها لم تقرأ القرآن فقط، بل حتى البهاغافاد غيتا والكتاب المقدس.
عكست قصصها القصيرة الإرث الثقافي للمنطقة التي عاشت بها. كان هذا الأمر واضحًا في قصتها «الواجب المقدس»، حيث تعاملت مع الضغط الاجتماعي في الهند، مشيرةً إلى التقاليد الوطنية، الدينية، والثقافية.
خلال سنوات تكوين جغاتي، أثبتت نزار سجاد حيدر نفسها على انها صوت نسائي مستقل، وكانت القصص القصيرة لحجاب امتياز ورشيد جيهان ذات تأثير كبير كذلك.
تم حظر العديد من كتاباتها، مثل Lihaaf وAngarey في جنوب آسيا لان محتواها الإصلاحي والنسوي أساء إلى المحافظين (على سبيل المثال، طالبت جغاتي بعدم التشجيع على النقاب لانه جائر وقمعي). وتم حظر العديد من كتبها في أوقات مختلفة.

## في الثقافة العامة

### منشورات عن عصمت جغاتي
- عصمت: حياتها، عصرها.
- عصمت جغاتي: صوت لا يعرف الخوف.
- «شعلة في الثورة الثقافية».
- مجلة Kashmir Uzma Urdu الاسبوعية.
- «عصمت جغاتي - باكستان-الهند (1915-1991)، السلام العالمي، 5 مايو 2006.
- اياد ن. السمان، «عصمت جغاتي: السيدة المسلمة المحطمة للتقاليد الدينية في الأدب الاردي».

## روابط خارجية
- عصمت جغاتي على موقع IMDb (الإنجليزية)